# Мека
Мека (арап. ‏مكة Makka, пун назив مكة المكرّمة Makka al-Mukarrama) је град у Саудијској Арабији у области Хиџаз и престоница истоимене провинције. Налази се у западном делу Саудијске Арабије. Град се налази око 70 km у унутрашњости од Џиде у уској долини на надморској висини од 277 m. Према попису из 2022. било је 2.385.509 становника, мада се сваке године њено становништво утростручи током периода хаџа који се одржава у дванаестом месецу исламског календара, зу-л-хиџе.
Као место рођења посланика Мухамеда и место прве објаве Куранских ајета Мухамеду (тачније, у пећини Хира 3 km од Меке), она се сматра најсветијим градом у исламу и место ходочашћа познатог као хаџ, обавезног за све муслимане који су у могућности тамо доћи. У Меки се налази и Ћаба, по многима најсветије место за све муслимане у свету, јер се према њој окрећу сви муслимани (кибла) током молитве (намаза).
Меком су дуго времена владали потомци и наследници Мухамеда, шерифи, било да су владали као независни владари или као вазали већих властодржаца. Њу је освојио Ибн Сауд 1925. године. У модерна времена, Мека се нагло проширила величином и квалитетом инфраструктуре, а у њој су изграђене зграде попут Абраџ ал-Бејта, познате као краљевски хотел „сахат-кула“, трећа највиша зграда на свету и зграда са највећом површином простора у њој. Током овог периода изградње, Мека је изгубила и неке историјске грађевине и археолошка налазишта попут тврђаве Аџјад (арап. قلعة أجياد‎). Данас, Меку годишње посети више од 15 милиона муслимана, укључујући неколико милиона током пар дана хаџа. Као резултат тога, Мека је данас постала један од најразноликији, космополитских градова у исламском свету, и поред чињенице да је немуслиманима забрањен улазак у град.

## Етимологија
Мека је уобичајени облик транслитерације арапског имена града, мада званична транслитерација коју користи влада Саудијске Арабије гласи Makkah, што је донекле ближе арапском изговору. Сама реч мека у нашем и многим другим језицима често се користи при описивању било којег места које „привлачи“ велики број људи, али многи муслимани такво кориштење имена града не одобравају те га сматрају омаловажавајућим и неприкладним. Влада Саудијске Арабије усвојила је званичну транслитерацију Makkah 1980-тих, али такав начин транслитерације није међународно прихваћен, нити кориштен. Пуно званично имена града гласи Makkah al-Mukarramah (арап. مكة المكرمة, Mekka el-Mukerrema), што значи „Часна Мека“, али се понекад у слободном преводу користи и израз „Свети град Мека“.
Античко и древно име данашње Меке је Bakkah (које се често транслитерира и као Бака, Бека, Баках, Бекка, Бакка и сл.). У арапском језику, ова реч односно њена етимологија, као и код Меке, је нејасна. Широко прихваћено мишљење је да је она синоним за Меку, а наводи се да је то било конкретно првобитно име за долину која се ту налази, док исламски учењаци тај појам генерално користе при описивању светог подручја у граду у непосредној околини Ћабе, као и саму Ћабу. Облик Bakkah за Меку споменут је и у Курану у 3. сури у 96. ајету, док се облик Мека користи у 48. сури у 24. ајету.
У старом јужноарапском, језику који се користио на југу Арапског полуострва у доба Мухамеда, гласови б и м су се могли међусобно замењивати. (Међутим, ту теорију још треба проучавати, јер су у јужноарапском б и м различити фонеми). На другим местима у Курану (6. сура 92. ајет и 42. сура 5. ајет), Мека се наводи под именом Umm-ul Kura, што на нашем језику значи „мајка свих градова“. Једно од имена за Меку је и Tihamah.

## Историја
Рана историја Меке није у потпуности позната. Сигурно је само да се и у предисламско време овде налазило светилиште које је било циљ ходочашћа. По исламској традицији, насељавање Меке је почело када је праотац Ибрахим (по хришћанској традицији Аврам) и његова жена Хаџера (Хагар) овдје дошли заједно са својим сином Исмаилом (Исмаелом). По доласку тамо, Ибрахим је молио Бога да опскрби његову породицу, док је он одсутан. Како се наводи у 14. Куранској сури „Ибрахим“, када им је понестало воде, његова жена Хаџера је почела трчати између два брда (Саффа и Мерва) укупно седам пута да би пронашла воду. Након што се вратила у свој шатор, поред свог сина Исмаила угледала је извор воде, који постоји и данас, а познат је као Зем-Зем (староарапски: стани, стани). Отприлике у исто време у Меку су доселила два племена из Јемена, Џурхум и Катура. Касније је Исмаил оженио једну девојку из племена Џурхум. Када се Ибрахим вратио у Меку, заједно са Исмаилом је саградио Ћабу. По исламском веровању, давно пре њега Адем је саградио Ћабу као место за молитву, али је током времена пропала и пала у заборав све док је Ибрахим није поновно пронашао. Касније је племе Џурхум преузело контролу и одржавање Ћабе.
Почетком 6. века, контролу над градом Меком преузима племе Курејш. Они су се успели учврстити помоћу успешне трговине, те су са другим арапским племенима успели да направе један систем савезништва. Међу најважнијим везама била је она са племеном Бену-Сулајм, који су углавном насељавали подручје између Меке и Медине. Међутим, у унутрашњој организацији племена Курејш постојали су многи ривалитети између појединих породица. У том времену, Ћаба је већ значајно верско светилиште које су редовно посећивала арапска племена, у част паганског божанства Хубала. У предисламском периоду култ Ћабе је поред слављења Алаха укључивало и поштовање бројних староарапских божанстава попут ал-Лата, Маната и Уза. Политичко и друштвено средиште града била је Дар ал-Надва, скупштина у којој је заседало веће племена Курејш и где су се прослављале најзначајније прославе или устоличења.
Око 610. посланик ислама Мухамед почео је у Меки отворено позивати људе у тада нову, монотеистичку религију. Међутим, због врло снажног противљења многих припадника племена Курејш против њега и његовог позивања, у лето 622. његови следбеници и он селе се у град Јесриб (данас познат као Медина), где су већ многи припадници племена Евс и Хазреџ прихватили ислам. Из Медине, Мухамед и муслимани започели су борбу против неисламских Мекелија. Војни сукоби између муслимана и вишебожачких Мекелија могу се поделити у четири фазе:
- у првој фази која је трајала до 624. муслиманска војска је пресретала трговачке караване из Меке. У тим акцијама није учествовало много муслиманских војника, а Мекански каравани били су добро заштићени, тако да су препади били релативно неуспешни.[21]
- друга фаза је почела у марту 624. када су почели и отворени сукоби, а након заседе на трговачки караван који је предводио Ебу Суфјан ибн Харб. Меканска војска величине од 800 до 900 војника која је пожурила да заштити караван поражена је код места Бедр (око 130 km југозападно од Медине) од стране знатно мање муслиманске војске. Меканска војска навикнута на победе, са репутацијом једне од најснажнијих група у тадашњој Арабији, након битке на Бедру дошла је у подређен положај. Након тог пораза, власти у Меки тражиле су освету. У марту 625. на брду Ухуд северозападно од Медине дошло је до битке на Ухуду, у којој је Меканска војска поразила муслимане. Мека након тога одлучује да склопи савез са многим номадским племенима, као и разним јеврејима те са 10 хиљада војника у марту 627. почињу опсаду Медине. Међутим, муслимани тада примењују нову тактику направивши ров око града, па у бици на Хендеку Меканска војска не успева да уђе у Медину. Поред тога из Меканског савеза иступају нека племена, а остатак Меканске војске се враћа у Меку.[21]
- трећа фаза која је трајала од марта 627. до краја 629. била је нешто мирнија. У марту 628. обе зараћене стране потписују споразум у ел-Худејбији о десетогодишњем примирју.[21]
- четврта релативно кратка фаза на крају које је Мека капитулирала почела је нападом једног од племена у савезу са Меком на муслимане. Дошло је до ескалације сукоба а да би се ситуација смирила вођа Меканаца Ебу Суфјан ибн Харб, који је од удаје његове кћерке Уму Хабибе 627. године са Мухамедом (а.с.) био у крвном сродству, долази у Медину како би обновио мировни споразум са муслиманима. Међутим, преговори су били безуспешни. Када је муслиманска војска предвођена Мухамедом са 10.000 војника кренула према Меки, Ебу Суфјан је поновно покушао преговорима да их заустави. Заузврат што је прешао на ислам, муслимани су дали гаранције да нико од становника Меке неће бити угрожен ко не буде пружао отпор. Таквим приступом, муслиманска војска је без отпора ушла у Меку.[21]

У периоду раног исламског доба, Мека је постала, и до данас остала, место ходочашћа и годишњег окупљања милиона муслимана (хаџџа). Године 638. дошло је до обилних киша које су поплавиле град, па је тадашњи халифа Омер ибн ел-Хатаб у горњем делу града наредио градњу нове бране која је штитила џамију од поплава. Након тога Месџид-ул-Харам је неколико пута прошириван, нарочито у периоду абасидског халифе Мехдија (775–785) када је на власти у Меки био његов намесник Џафар ибн Сулејман.
Од 1517. Мека постаје делом Османлијског царства, све до 1916. када власт преузима велики шериф Меке Хусеин ибн Али, касније он постаје краљ Хеџаза. Недуго након тога, у октобру 1924. султан Абдул-Азиз ибн Сауд преузима Меку, а краљ Хусеин бежи. Од јануара 1926. султан Абдул-Азиз се проглашава краљем данашње Саудијске Арабије, те сазива свемуслимански конгрес у Меки у лето 1926. на којем су одређени услови и начини доласка муслимана на хаџџ.

### Света места
Најсветије место у самој Меки је Месџид-ул-Харам, саграђен у садашњем облику године 1570. (978. године по исламском календару). Четвороугаоне је форме и окружен каменим зидовима. Најсветије место самог ислама, Ћаба, је у средишту дворишта Месџид-ул-Харама.
Хира је пећина у близини Меке, на брду званом Џебел ел-Нур у подручју Тихаме. Позната је по томе што је у њој Мухамед преко анђела (мелека) Џибрила (Габриела) од Алаха примио објаву првих Куранских ајета (првих пет ајета 96. суре „Ел-'Алек“).

## Географија
Мека се налази на 277 m изнад нивоа мора те око 80 km удаљена од обале Црвеног мора. Средиште града налази се у уском коридору између планина, који се често назива и Меканска удолина (шупљина). Подручје града садржи и долине Ал-Таним, Бакках и Абкар. Њен планински положај у многим аспектима дефинира и њено данашње ширење. Средиште града се сматра подручјем око Месџид-ул-Харама, а оно је смјештено на нешто нижој надморској висини од остатка града. Подручје око џамије припада старом граду. Главне градске авеније су El-Mudda'ah и Sūk al-Lejl северно од џамије, те As-Sūk Assagir јужно. Саудијци су знатно проширили Велику џамију у центру града, где су некада биле стотине кућа те их заменили са широким улицама и трговима. Традиционалне куће у Меки грађене су од локалног камена и претежно су двоспратне или троспратне. Данас целокупно подручје града простире се на преко 1200 km2.
У античкој и средњевековној Меки, град се снабдевао са неколико главних извора воде. Прво су били локални бунари, као што је извор Зем-Зем, а који су већином давали сланкасту воду. Други извор воде је било врело Ајн Зубејда. Вода из овог врела потицала је из планина Џебел Са'д и Џебел Кабкаб, које се налазе неколико километара источно од брда Арефата, односно око 20 km југоисточно од Меке. Вода се транспортовала од врела користећи подземне канале. Трећи, али спорадични, начин водоснабдевања је кишница коју становници чувају у малим резервоарима или цистернама. Кишница, иако оскудна, такође представља ризик од поплава а од ње постоји опасност још од давних времена. Према Ал-Курдију, до 1965. било је укупно 89 већих поплава, укључујући и неколико у Саудијском периоду. У 20. веку, најтежа поплава десила се 1942. године. Од тада, направљене су бране како би се у будућности тај проблем отклонио.

### Клима
У Меки влада екстремно сува и врела клима. За разлику од других саудијских градова, у Меки и зими владају екстремно високе температуре, које се крећу од 18 °C ноћу до 30 °C дању. Летње температуре су изузетно високе и готово свакодневно прелазе преко 40 °C док се ноћне летње температуре крећу до врућих 30 °C. Киша у Меки пада у врло малим количинама обично између новембра и јануара.
| Клима Меке                                   | Клима Меке   | Клима Меке   | Клима Меке   | Клима Меке   | Клима Меке   | Клима Меке   | Клима Меке   | Клима Меке   | Клима Меке   | Клима Меке   | Клима Меке   | Клима Меке   | Клима Меке    |
| Показатељ \ Месец                            | .Јан.        | .Феб.        | .Мар.        | .Апр.        | .Мај.        | .Јун.        | .Јул.        | .Авг.        | .Сеп.        | .Окт.        | .Нов.        | .Дец.        | .Год.         |
| -------------------------------------------- | ------------ | ------------ | ------------ | ------------ | ------------ | ------------ | ------------ | ------------ | ------------ | ------------ | ------------ | ------------ | ------------- |
| Апсолутни максимум, °C (°F)                  | 37,4 (99,3)  | 38,3 (100,9) | 42,4 (108,3) | 44,7 (112,5) | 49,4 (120,9) | 49,6 (121,3) | 49,8 (121,6) | 49,7 (121,5) | 49,4 (120,9) | 47,0 (116,6) | 41,2 (106,2) | 38,4 (101,1) | 49,8 (121,6)  |
| Максимум, °C (°F)                            | 30,5 (86,9)  | 31,7 (89,1)  | 34,9 (94,8)  | 38,7 (101,7) | 42,0 (107,6) | 43,8 (110,8) | 43,0 (109,4) | 42,8 (109)   | 42,8 (109)   | 40,1 (104,2) | 35,2 (95,4)  | 32,0 (89,6)  | 38,1 (100,6)  |
| Просек, °C (°F)                              | 24,0 (75,2)  | 24,7 (76,5)  | 27,3 (81,1)  | 31,0 (87,8)  | 34,3 (93,7)  | 35,8 (96,4)  | 35,9 (96,6)  | 35,7 (96,3)  | 35,0 (95)    | 32,2 (90)    | 28,4 (83,1)  | 25,6 (78,1)  | 30,8 (87,4)   |
| Минимум, °C (°F)                             | 18,8 (65,8)  | 19,1 (66,4)  | 21,1 (70)    | 24,5 (76,1)  | 27,6 (81,7)  | 28,6 (83,5)  | 29,1 (84,4)  | 29,5 (85,1)  | 28,9 (84)    | 25,9 (78,6)  | 23,0 (73,4)  | 20,3 (68,5)  | 24,7 (76,5)   |
| Апсолутни минимум, °C (°F)                   | 11,0 (51,8)  | 10,0 (50)    | 13,0 (55,4)  | 15,6 (60,1)  | 20,3 (68,5)  | 22,0 (71,6)  | 23,4 (74,1)  | 23,4 (74,1)  | 22,0 (71,6)  | 18,0 (64,4)  | 16,4 (61,5)  | 12,4 (54,3)  | 10,0 (50)     |
| Количина падавина, mm (in)                   | 20,8 (0,819) | 3,0 (0,118)  | 5,5 (0,217)  | 10,3 (0,406) | 1,2 (0,047)  | 0,0 (0)      | 1,4 (0,055)  | 5,0 (0,197)  | 5,4 (0,213)  | 14,5 (0,571) | 22,6 (0,89)  | 22,1 (0,87)  | 111,8 (4,402) |
| Дани са падавинама                           | 4,0          | 0,9          | 1,8          | 1,8          | 0,7          | 0,0          | 0,3          | 1,5          | 2,0          | 1,9          | 3,9          | 3,6          | 22,4          |
| Релативна влажност, %                        | 58           | 54           | 48           | 43           | 36           | 33           | 34           | 39           | 45           | 50           | 58           | 59           | 59            |
| Сунчани сати — месечни просек                | 260,4        | 245,8        | 282,1        | 282,0        | 303,8        | 321,0        | 313,1        | 297,6        | 282,0        | 300,7        | 264,0        | 248,0        | 3.400,5       |
| Сунчани сати — дневни просек                 | 8,4          | 8,7          | 9,1          | 9,4          | 9,8          | 10,7         | 10,1         | 9,6          | 9,4          | 9,7          | 8,8          | 8,0          | 9,3           |
| Извор #1: Једах регионал метереолошки центеr |              |              |              |              |              |              |              |              |              |              |              |              |               |
| Извор #2: (сун, 1986–2000)                   |              |              |              |              |              |              |              |              |              |              |              |              |               |

## Становништво
Према попису, у граду је 2004. живело 1.294.168 становника.
| 1974.   | 1992.   | 2004.     |
| ------- | ------- | --------- |
| 366.801 | 965.697 | 1.294.168 |

## Привреда
Привреда Меке у највећој мери зависи од годишњег хаџџа па је заснована на пружању услуга. Један академик је изјавио: да Меканци немају извора зараде осим услуга које пружају хаџијама. Приходи добијени током хаџџа, не доприносе само економији града већ у историјски гледано имали много шири утицај на економију целокупног Арапског полуострва. Приход од хаџџа остварује се на неколико начина. Један од њих је опорезивање хаџија. Порези и таксе су нарочито повећани током велике кризе 1920-тих и 1930-тих, а многе од тих такси постојале су све до 1972. године. Други начини зараде укључују услуге хаџијама током њиховог боравка у Меки. На пример, саудијска национална авио-компанија Саудија остварује 12% свих прихода током времена хаџџа. Осим тога, превоз који плаћају хаџије да би допутовали у Меку такође једним делом доноси приходе, а осим тога много прихода доносе и хотели.
За организацију прихвата и смештаја хаџија, град осигурава више од 100 милиона америчких долара, док саудијска влада троши око 50 милиона за услуге током хаџџа. У Меки такође постоје и неке индустријске фирме, али оне не играју велику улогу у економији града ни Саудијске Арабије, која највеће приходе има од извоза нафте. Неке од мање заступљених производних фирми у Меки укључују фабрике текстила, намјештаја и слично.

## Градови партнери
- Медина,  Саудијска Арабија
- Мерв,  Туркменистан
- Јерусалим,  Палестина
- Истанбул,  Турска
- Карачи,  Пакистан